# John Burnside
Pour les articles homonymes, voir Burnside.
John Burnside, né le 19 mars 1955 à Dunfermline (Écosse) et mort le 29 mai 2024, est un écrivain britannique.

## Biographie
John Burnside a étudié l'anglais et les langues européennes à l'université d'Anglia Ruskin. Après avoir travaillé en tant que programmeur de logiciels informatiques, il s'est entièrement consacré à l'écriture à partir de 1996. Il est membre honoraire de l'université de Dundee et reader en écriture créative à l'université de St Andrews.
Son premier recueil de poèmes, The Hoop (le cerceau), publié en 1988, a été récompensé par le Scottish Arts Council. Ses autres recueils comprennent Common Knowledge (1991), Feast Days (1992), qui a reçu le Geoffrey Faber Memorial Prize, et The Asylum Dance (2000), lauréat du Prix Whitbread et sélectionné pour le Prix T.S. Eliot.
John Burnside écrit aussi des nouvelles — recueil Burning Elvis (2000) — et a également publié plusieurs romans, dont The Dumb House (1997), The Mercy Boys (1999, lauréat du Encore Award), et The Locust Room (2001). Il tient encore, de manière occasionnelle, une chronique dans le quotidien The Guardian. Black Cat Bone (2011) a obtenu le Prix Forward.
Un premier recueil de poèmes (Chasse nocturne) est paru en 2009 aux éditions Meet[Lesquels ?] (Saint-Nazaire) dans une collection bilingue. Plusieurs de ses romans ont été traduits en français et publiés par l'éditeur Métailié, dans la collection « Bibliothèque écossaise ».

## Publications

### Poésie
- The Broon Hoop (Carcanet, 1988)
- Common Knowledge (Secker and Warburg, Londres, 1991)
- Feast Days (Secker and Warburg, Londres, 1992)
- The Myth of the Twin (Jonathan Cape, Londres, 1995)
- Swimming in the Flood (Jonathan Cape, Londres, 1995)
- Penguin Modern Poets (Penguin, 1996)
- A Normal Skin (Jonathan Cape, Londres, 1997)
- The Asylum Dance (Jonathan Cape, Londres, 2000)
- The Light Trap (Jonathan Cape, Londres, 2002)
- The Good Neighbour (Jonathan Cape, 2005)
- Selected Poems (2006)
- Gift Songs (Jonathan Cape, 2007)
- The Hunt in the Forest (Jonathan Cape, 2009)/Chasse nocturne  : The Hunt by Night (Meet, 2009)
- Black Cat Bone (Jonathan Cape, 2011)

### Nouvelles et romans
- The Dumb House (Jonathan Cape, Londres, 1997)/ La Maison muette (Métailié, 2003) - traduit par Catherine Richard
- The Mercy Boys (Jonathan Cape, Londres, 1999)
- Burning Elvis (Jonathan Cape, Londres, 2000)
- The Locust Room (Jonathan Cape, Londres, 2001)
- Living Nowhere (Jonathan Cape, Londres, 2003) / Une vie nulle part (Métailié, 2005) - traduit par Catherine Richard
- The Devil's Footprints (Jonathan Cape, 2007)/ Les Empreintes du diable (Métailié, 2008) - traduit par Catherine Richard
- Glister (Jonathan Cape, 2008)/ Scintillation (Métailié, 2011) - traduit par Catherine Richard

- Prix Lire & Virgin Megatore 2011
- A Summer of Drowning (Jonathan Cape, 2011)/ L’Été des noyés (Métailié, 2014) - traduit par Catherine Richard
- Something Like Happy (Jonathan Cape, 2013)
- Ashland and Vine (Jonathan Cape, 2017)/ Le Bruit du dégel (Métailié, 2018) - traduit par Catherine Richard.

### Autobiographie
- A Lie About My Father (2006)/ Un mensonge sur mon père (Métailié, 2009) - traduit par Catherine Richard.

### Scénarios
- Dice, une série télévisée produite au Canada par Cité-Amérique.

### Textes engagés
- Wild Reckoning (Gulbenkian, 2004), en collaboration avec Maurice Riordan : anthologie de poèmes portant sur l'écologie.